# 獨眼巨人少女齋楓
《獨眼巨人少女齋楓》，是寅ヤス以四格漫畫形式創作的日本漫畫，2010年及2011年在集英社的《週刊Young Jump》漫畫雜誌上單篇刊載，2011年起連載，2012年起發行單行本，並於2013年3月起推出每集2分鐘的網路動畫。

## 登場人物
齋藤楓香（聲：中原麻衣）
作品的女主角，就讀中學二年級。小學六年級之前身高比她的哥哥還矮，但步入青春期後急速發育，中學一年級時身高達180公分，比她的哥哥還高，並擁有巨乳。因身材高大且左眼被頭髮遮住，像是希臘神話中的獨眼巨人（希臘語：Κύκλωψ）一樣，而被暱稱為「齋楓」（さいぷ〜，也是「獨眼巨人」（サイクロプス）的簡稱）。個性天然呆，視力達2.0，擁有流利的英語會話能力，有著非常嚴重的戀兄情結（兄控），願望是長大後與哥哥結婚。
齋藤光（聲：高梨謙吾）
作品的男主角，楓香的哥哥，就讀大學一年級，身高僅165公分。

## 單行本
日文版
- 第一集：2012年5月18日發行（ISBN 978-4-08-879331-3）
- 第二集：2013年3月19日發行（ISBN 978-4-08-879538-6）
- 第三集：2014年1月17日發行（ISBN 978-4-08-879737-3）
- 第四集：2014年11月19日發行（ISBN 978-4-08-890029-2）

## 外部連結
- 官方网站（日語）
- 獨眼巨人少女齋楓（漫畫）在動畫新聞網百科全書中的資料（英文）